# Luca Valzania
Luca Valzania (Cesena, 5 marzo 1996) è un calciatore italiano, centrocampista del Pescara.

## Carriera

### Club
Gioca nelle giovanili del Cesena, club della sua città natale, con cui esordisce in prima squadra al termine della stagione 2013-2014, nella quale gioca una partita nel campionato di Serie B, al termine del quale i bianconeri grazie alla vittoria dei play-off sono promossi in Serie A. Nella stagione 2014-2015 Valzania viene ancora aggregato alla prima squadra romagnola, con cui nel corso della stagione esordisce in massima serie, totalizzandovi 2 presenze, a cui aggiunge un'ulteriore presenza in Coppa Italia.
Il 24 giugno 2015 viene ceduto a titolo definitivo all'Atalanta, che lo valuta 6 milioni di euro, una parte dei quali coperta dal passaggio in bianconero di Moussa Koné a titolo definitivo e di Salvatore Molina, Mattia Caldara e Federico Varano in prestito; lo stesso Valzania rimane inoltre in prestito al Cesena fino al 30 giugno 2016. Nel corso della stagione 2015-2016 gioca quindi col Cesena, con cui colleziona 2 presenze in Coppa Italia e 17 presenze nel campionato di Serie B. Dopo essere tornato a Bergamo per fine prestito, il 13 luglio 2016 viene ceduto in prestito gratuito al Cittadella neopromosso in Serie B, con cui nella stagione 2016-2017 gioca da titolare. Alla 37ª giornata di campionato contribuisce alla vittoria per 4-1 sul Carpi, segnando il suo primo gol tra i professionisti.
La stagione successiva viene girato nuovamente in prestito in serie B, questa volta al Pescara, con cui si consolida ulteriormente nella categoria cadetta, disputando 33 incontri conditi da 5 marcature.
A fine campionato torna all'Atalanta, con cui debutta il 2 agosto 2018 durante il secondo turno preliminare di Europa League, subentrando all'81' a Remo Freuler nella sfida vinta per 8-0 contro il Sarajevo (nell'occasione, fa anche il suo debutto assoluto nelle competizioni UEFA per club). L'esordio in campionato con la maglia nerazzurra avviene alla seconda giornata, quando parte da titolare nella sfida pareggiata 3-3 con la Roma.
Nella finestra invernale del calciomercato, dopo avere trovato poco spazio con i bergamaschi, si trasferisce al Frosinone con la formula del prestito secco; esordisce con i ciociari alla prima partita ufficiale dopo il suo acquisto, giocando da titolare proprio contro l'Atalanta, nell'incontro vinto dai bergamaschi per 5-0 sul campo del Frosinone; il successivo 17 marzo realizza la sua prima rete in carriera in Serie A, nella sconfitta esterna per 2-1 sul campo dell'Empoli. Si ripete nella gara contro il Parma (vinta 3-2) nella quale Luca segna il gol del momentaneo 2-1.
Rientrato a Bergamo, il 31 agosto è ceduto in prestito annuale alla Cremonese. Il 3 luglio 2020 segna la sua prima rete con la maglia grigiorossa, decidendo la sfida casalinga per 1-0 contro il Pescara. Si ripete la settimana successiva, segnando nei minuti di recupero il goal della vittoria della Cremonese per 2-1 in trasferta contro il Livorno
Il 5 settembre 2020 il prestito viene rinnovato per un'altra stagione; la stessa cosa avviene il 16 luglio 2021.
Riscattato a seguito della promozione in Serie A raggiunta dai lombardi, il 31 agosto 2022 viene ceduto in prestito alla SPAL in cadetteria.
Il 5 gennaio 2024 passa in prestito temporaneo all'Ascoli.
Il 30 agosto 2024 fa ritorno a titolo definitivo al Pescara dopo sei anni, firmando un contratto triennale.

### Nazionale
Tra il 2015 ed il 2017 ha ricevuto varie convocazioni con la B Italia.
Esordisce nella nazionale Under-21 il 10 ottobre 2017, nella partita amichevole contro il Marocco Under-20 disputata a Ferrara.

## Statistiche

### Presenze e reti nei club
Statistiche aggiornate al 7 giugno 2025.
| Stagione         | Squadra          | Campionato       | Campionato | Campionato | Coppe nazionali | Coppe nazionali | Coppe nazionali | Coppe continentali | Coppe continentali | Coppe continentali | Altre coppe | Altre coppe | Altre coppe | Totale | Totale |
| Stagione         | Squadra          | Comp             | Pres       | Reti       | Comp            | Pres            | Reti            | Comp               | Pres               | Reti               | Comp        | Pres        | Reti        | Pres   | Reti   |
| ---------------- | ---------------- | ---------------- | ---------- | ---------- | --------------- | --------------- | --------------- | ------------------ | ------------------ | ------------------ | ----------- | ----------- | ----------- | ------ | ------ |
| 2013-2014        | Cesena           | B                | 1          | 0          | CI              | 0               | 0               |                    | -                  | -                  |             | -           | -           | 1      | 0      |
| 2014-2015        | Cesena           | A                | 2          | 0          | CI              | 1               | 0               |                    | -                  | -                  |             | -           | -           | 3      | 0      |
| 2015-2016        | Cesena           | B                | 17         | 0          | CI              | 2               | 0               |                    | -                  | -                  |             | -           | -           | 19     | 0      |
| Totale Cesena    | Totale Cesena    | Totale Cesena    | 20         | 0          |                 | 3               | 0               |                    | -                  | -                  |             | -           | -           | 23     | 0      |
| 2016-2017        | Cittadella       | B                | 33+1       | 1          | CI              | 1               | 0               |                    | -                  | -                  |             | -           | -           | 35     | 1      |
| 2017-2018        | Pescara          | B                | 33         | 5          | CI              | 1               | 0               |                    | -                  | -                  |             | -           | -           | 34     | 5      |
| 2018-gen. 2019   | Atalanta         | A                | 2          | 0          | CI              | 0               | 0               | UEL                | 2                  | 0                  |             | -           | -           | 4      | 0      |
| gen.-giu. 2019   | Frosinone        | A                | 13         | 2          | CI              | 0               | 0               |                    | -                  | -                  |             | -           | -           | 13     | 2      |
| 2019-2020        | Cremonese        | B                | 31         | 2          | CI              | 2               | 0               |                    | -                  | -                  |             | -           | -           | 33     | 2      |
| 2020-2021        | Cremonese        | B                | 37         | 5          | CI              | 0               | 0               |                    | -                  | -                  |             | -           | -           | 37     | 5      |
| 2021-2022        | Cremonese        | B                | 28         | 1          | CI              | 1               | 0               |                    | -                  | -                  |             | -           | -           | 29     | 1      |
| 2022-2023        | SPAL             | B                | 21         | 0          | CI              | 1               | 0               |                    | -                  | -                  |             | -           | -           | 22     | 0      |
| 2023-2024        | Cremonese        | B                | 0          | 0          | CI              | 1               | 0               |                    | -                  | -                  |             | -           | -           | 1      | 0      |
| Totale Cremonese | Totale Cremonese | Totale Cremonese | 96         | 8          |                 | 4               | 0               |                    | -                  | -                  |             | -           | -           | 100    | 8      |
| gen.-giu. 2024   | Ascoli           | B                | 13         | 0          | CI              | 0               | 0               |                    | -                  | -                  |             | -           | -           | 13     | 0      |
| 2024-2025        | Pescara          | C                | 34+8       | 3          | CI-C            | 0               | 0               |                    | -                  | -                  |             | -           | -           | 42     | 3      |
| 2025-2026        | Pescara          | B                | 0          | 0          | CI              | 1               | 1               |                    | -                  | -                  |             | -           | -           | 1      | 1      |
| Totale Pescara   | Totale Pescara   | Totale Pescara   | 67+8       | 8          |                 | 2               | 1               |                    | -                  | -                  |             | -           | -           | 77     | 9      |
| Totale carriera  | Totale carriera  | Totale carriera  | 274        | 19         |                 | 11              | 1               |                    | 2                  | 0                  |             | -           | -           | 287    | 20     |

### Cronologia presenze e reti in nazionale
| Cronologia completa delle presenze e delle reti in nazionale ― Italia under 21 | Cronologia completa delle presenze e delle reti in nazionale ― Italia under 21 | Cronologia completa delle presenze e delle reti in nazionale ― Italia under 21 | Cronologia completa delle presenze e delle reti in nazionale ― Italia under 21 | Cronologia completa delle presenze e delle reti in nazionale ― Italia under 21 | Cronologia completa delle presenze e delle reti in nazionale ― Italia under 21 | Cronologia completa delle presenze e delle reti in nazionale ― Italia under 21 | Cronologia completa delle presenze e delle reti in nazionale ― Italia under 21 |
| Data                                                                           | Città                                                                          | In casa                                                                        | Risultato                                                                      | Ospiti                                                                         | Competizione                                                                   | Reti                                                                           | Note                                                                           |
| ------------------------------------------------------------------------------ | ------------------------------------------------------------------------------ | ------------------------------------------------------------------------------ | ------------------------------------------------------------------------------ | ------------------------------------------------------------------------------ | ------------------------------------------------------------------------------ | ------------------------------------------------------------------------------ | ------------------------------------------------------------------------------ |
| 10-10-2017                                                                     | Ferrara                                                                        | Italia under 21                                                                | 4 – 0                                                                          | Marocco under 21                                                               | Amichevole                                                                     | -                                                                              | 82’ - 89’                                                                      |
| 22-3-2018                                                                      | Perugia                                                                        | Italia under 21                                                                | 1 – 1                                                                          | Norvegia under 21                                                              | Amichevole                                                                     | -                                                                              | 56’                                                                            |
| 27-3-2018                                                                      | Novi Sad                                                                       | Serbia under 21                                                                | 0 – 1                                                                          | Italia under 21                                                                | Amichevole                                                                     | -                                                                              | 80’                                                                            |
| 25-5-2018                                                                      | Estoril                                                                        | Portogallo under 21                                                            | 3 – 2                                                                          | Italia under 21                                                                | Amichevole                                                                     | -                                                                              | 75’                                                                            |
| 29-5-2018                                                                      | Besançon                                                                       | Francia under 21                                                               | 1 – 1                                                                          | Italia under 21                                                                | Amichevole                                                                     | -                                                                              |                                                                                |
| 6-9-2018                                                                       | Dunajská Streda                                                                | Slovacchia under 21                                                            | 3 – 0                                                                          | Italia under 21                                                                | Amichevole                                                                     | -                                                                              | 46’                                                                            |
| 11-10-2018                                                                     | Udine                                                                          | Italia under 21                                                                | 0 – 1                                                                          | Belgio under 21                                                                | Amichevole                                                                     | -                                                                              | 71’                                                                            |
| 15-11-2018                                                                     | Ferrara                                                                        | Italia under 21                                                                | 1 – 2                                                                          | Inghilterra under 21                                                           | Amichevole                                                                     | -                                                                              | 62’                                                                            |
| 21-3-2019                                                                      | Trieste                                                                        | Italia under 21                                                                | 0 – 0                                                                          | Austria under 21                                                               | Amichevole                                                                     | -                                                                              | 69’                                                                            |
| 25-3-2019                                                                      | Frosinone                                                                      | Italia under 21                                                                | 2 – 2                                                                          | Croazia under 21                                                               | Amichevole                                                                     | -                                                                              | 56’                                                                            |
| Totale                                                                         |                                                                                | Presenze                                                                       | 10                                                                             |                                                                                | Reti                                                                           | 0                                                                              |                                                                                |